# Jeffery W. Hammond

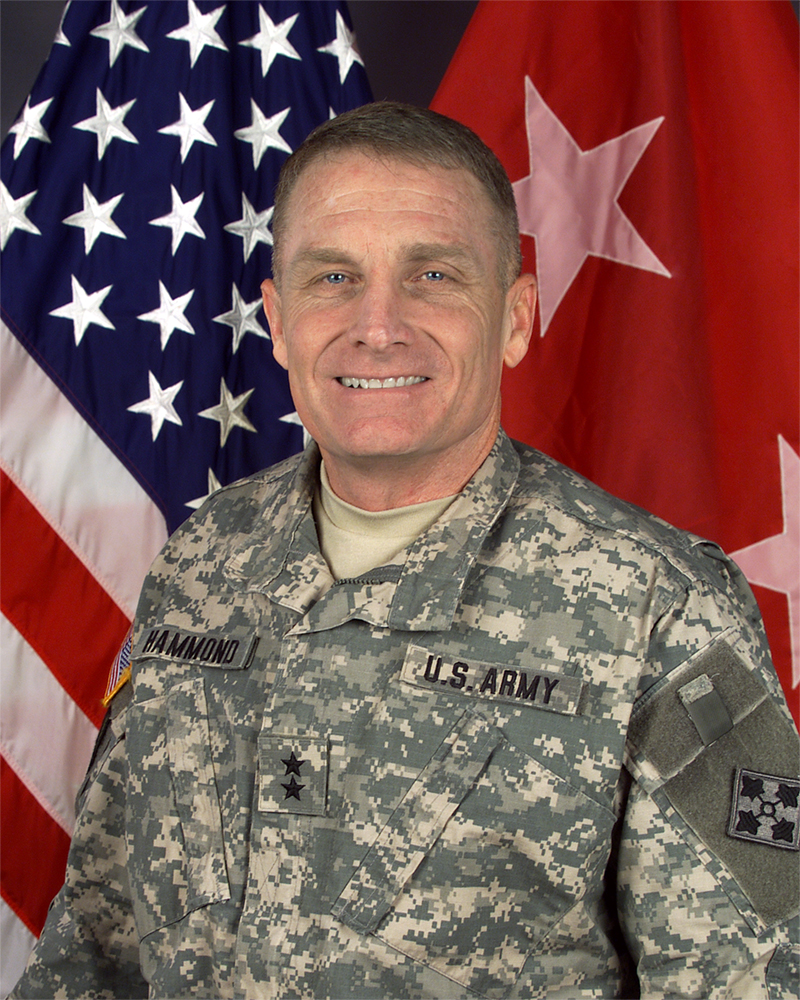
Jeffery W. Hammond

Jeffery W. Hammond (* 25. Januar 1959 in Anaheim, Orange County, Kalifornien) ist ein pensionierter Generalmajor der United States Army. Er war unter anderem Kommandeur der 4. Infanteriedivision.
Über das ROTC-Programm der University of Southern Mississippi gelangte Jeffrey Hammond im Jahr 1978 als Leutnant in das Offizierskorps des US-Heeres. In der Armee durchlief er anschließend alle Offiziersränge vom Leutnant bis zum Zwei-Sterne General. Während seiner Zeit an der University of Southern Mississippi war Hammond Mannschaftskapitän und Quarterback in deren Football-Team.
In seinen jüngeren Jahren absolvierte er den für Offiziere in den niederen Rangstufen üblichen Dienst in unterschiedlichen Einheiten und Standorten. Dazu gehörten auch Aufgaben als Stabsoffizier in verschiedenen Hauptquartieren. Im weiteren Verlauf seiner militärischen Karriere kommandierte er Einheiten auf fast allen Ebenen bis zum Divisionskommandeur.
Anfang der 1980er Jahre war er in Deutschland Zugführer in einem Bataillon, das der 3. Infanteriedivision unterstand. Danach absolvierte er den Infantry Officer Advanced Course in Fort Benning, dem heutigen Fort Moore, in Georgia. Anschließend kehrte er als Dozent für Militärwissenschaft an die University of Southern Mississippi zurück. In den Jahren 1987 und 1988 war er in Südkorea stationiert, wo er Stabsoffizier in der amerikanischen Heeresgarnison Camp Page war. Nach einer zwischenzeitlichen Verwendung als Stabsoffizier bei einem Bataillon der 24. Infanterie-Division in Fort Stewart (Georgia) wurde Jeffrey Hammond mit seinem Bataillon nach Saudi-Arabien versetzt. Dort nahm er am Zweiten Golfkrieg teil. Im Jahr 1991 war er an der Befreiung von Kuwait beteiligt.
Mitte der 1990er Jahre wurde Hammond erneut nach Deutschland versetzt, wo er ein Bataillon des 29. Feldartillerieregiments kommandierte. Beide Einheiten unterstanden der 1. Panzerdivision, die dann nach Bosnien und Herzegowina verlegt wurde, um an der Operation Joint Endeavor teilzunehmen. Nach diesem Einsatz war Hammond Kommandeur der Artillerie der 1. Kavalleriedivision im damaligen Fort Hood, dem heutigen Fort Cavazos. Dann war er für einige Zeit Stabsoffizier in der G3-Abteilung für Operationen im Generalstab in Washington, D.C. Es folgte eine weitere Versetzung nach Deutschland, wo er beim NATO-Kommando Allied Command Europe Rapid Reaction Corps die G3-Stabsabteilung für Operationen leitete.
Während des Irakkriegs war Hammond im Jahr 2003 Leiter der Stabsabteilung G4 (Logistik und Nachschub) der 1. Kavalleriedivision. Anschließend gehörte er als Director of Operations, Readiness and Mobilization dem Generalstab in Washington, D.C. an. Am 19. Januar 2007 übernahm er als Nachfolger von James D. Thurman das Kommando über die 4. Infanteriedivision. Diese Division war bis Ende 2006 bei Bagdad im Irak stationiert und kontrollierte die zentralen und südlichen Provinzen dieses Landes. Zum Zeitpunkt des Amtsantritts von Hammond wurde die Division gerade wieder in die Vereinigten Staaten zurückverlegt. Wenig später folgten erneute Verlegungen von Teilen der Division in die Gegend von Bagdad. Dort wurde Hammond im Dezember 2007 auch Kommandeur der in Bagdad ansässigen multinationalen Division. Jeffrey Hammond behielt sein Kommando über die 4. Infanteriedivision bis zum 16. Juli 2009 als David G. Perkins seine Nachfolge antrat. Im Jahr 2010 schied er aus dem aktiven Militärdienst aus.
Nach seiner Pensionierung wurde Hammond Abteilungsleiter für militärische Belange an der University of Southern Mississippi (Director, Military and Veterans Student Affairs). Außerdem ist er als Co-Chair Vorstandsmitglied der Veteranenvereinigung Mississippi Community Veterans Engagement.

## Orden und Auszeichnungen
Jeffrey Hammond erhielt im Lauf seiner militärischen Laufbahn unter anderem folgende Auszeichnungen:
- Legion of Merit
- Bronze Star Medal
- Defense Meritorious Service Medal
- Meritorious Service Medal
- Joint Service Commendation Medal
- Army Commendation Medal